# August Starek
August Starek (ur. 16 lutego 1945 w Wiedniu) – austriacki piłkarz. Podczas kariery grał na pozycji pomocnika. W reprezentacji Austrii rozegrał 22 mecze, w których strzelił 4 bramki.